# Drayton Hall

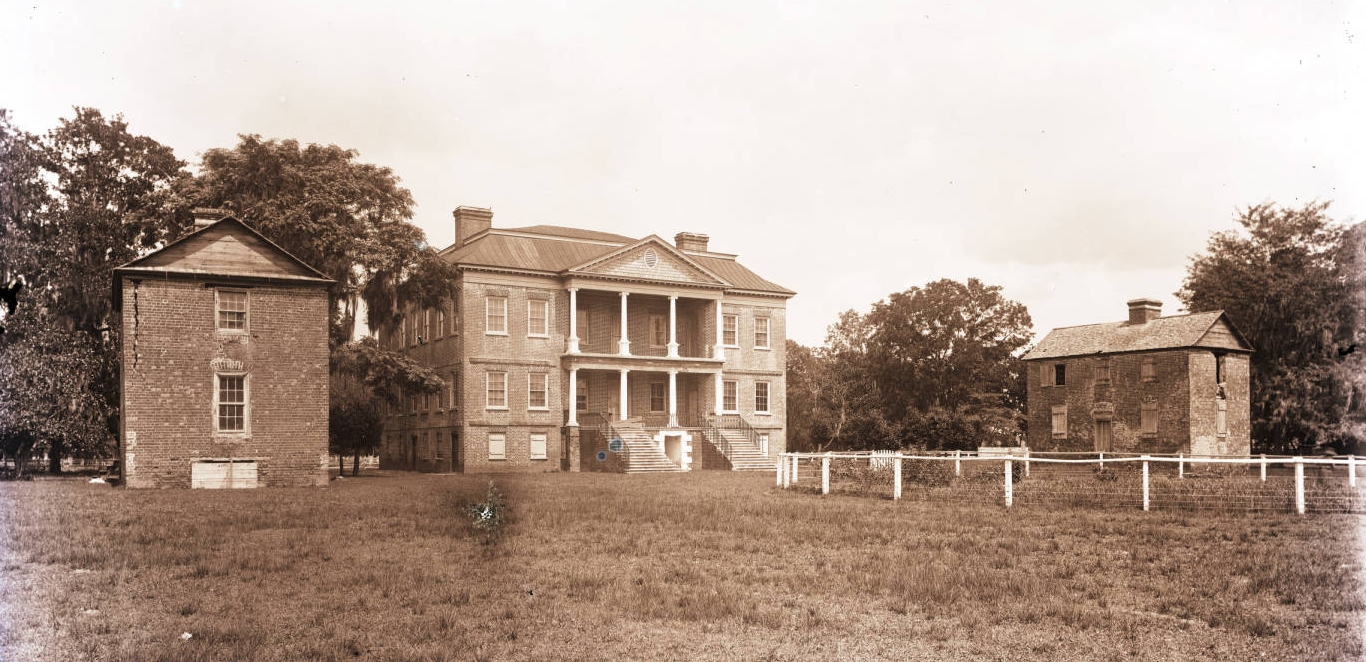
Quando fotografada por George LaGrange Cook por volta de 1890, os dois edifícios laterais da Drayton Hall ainda estavam existentes.

Drayton Hall é uma casa de plantação do século XVIII localizada a cerca de 15 milhas (24 km) a noroeste de Charleston, Carolina do Sul, e diretamente do outro lado do rio Ashley de North Charleston, a oeste do Ashley em Lowcountry. Um examplo da arquitetura palladiana na América do Norte e a única casa de plantação à beira do rio Ashley a sobreviver intacta durante as guerras Revolucionária e Civil, é um Marco Histórico Nacional.

## Descrição
A casa tem um pórtico de projeção dupla na fachada oeste, que fica de costas para o rio e em direção à beira do lado da terra da Ashley River Road. O pórtico se assemelha a uma característica semelhante da Villa Cornaro perto de Veneza, Itália, projetada pelo arquiteto renascentista Andrea Palladio em 1551. A planta baixa da Drayton Hall também é inspirada no palladianismo, talvez derivada da Placa 38 do A Book of Architecture de James Gibbs, o influente livro de padrões publicado em Londres em 1728. Um grande hall de escada de entrada central com uma escadaria simétrica dividida é apoiado por um grande salão, ladeado por câmaras quadradas e retangulares. As peças de chaminé com frontão na casa ecoam os designs de Inigo Jones.

## História
A mansão foi construída para o avô de John Drayton, John Drayton Sr. (c. 1715–1779; filho de Thomas e Ann Drayton) depois que ele comprou a propriedade em 1738. Como o terceiro filho de sua família, ele sabia que dificilmente herdaria seu próprio local de nascimento nas proximidades, agora chamado Magnolia Plantation and Gardens.[carece de fontes?]

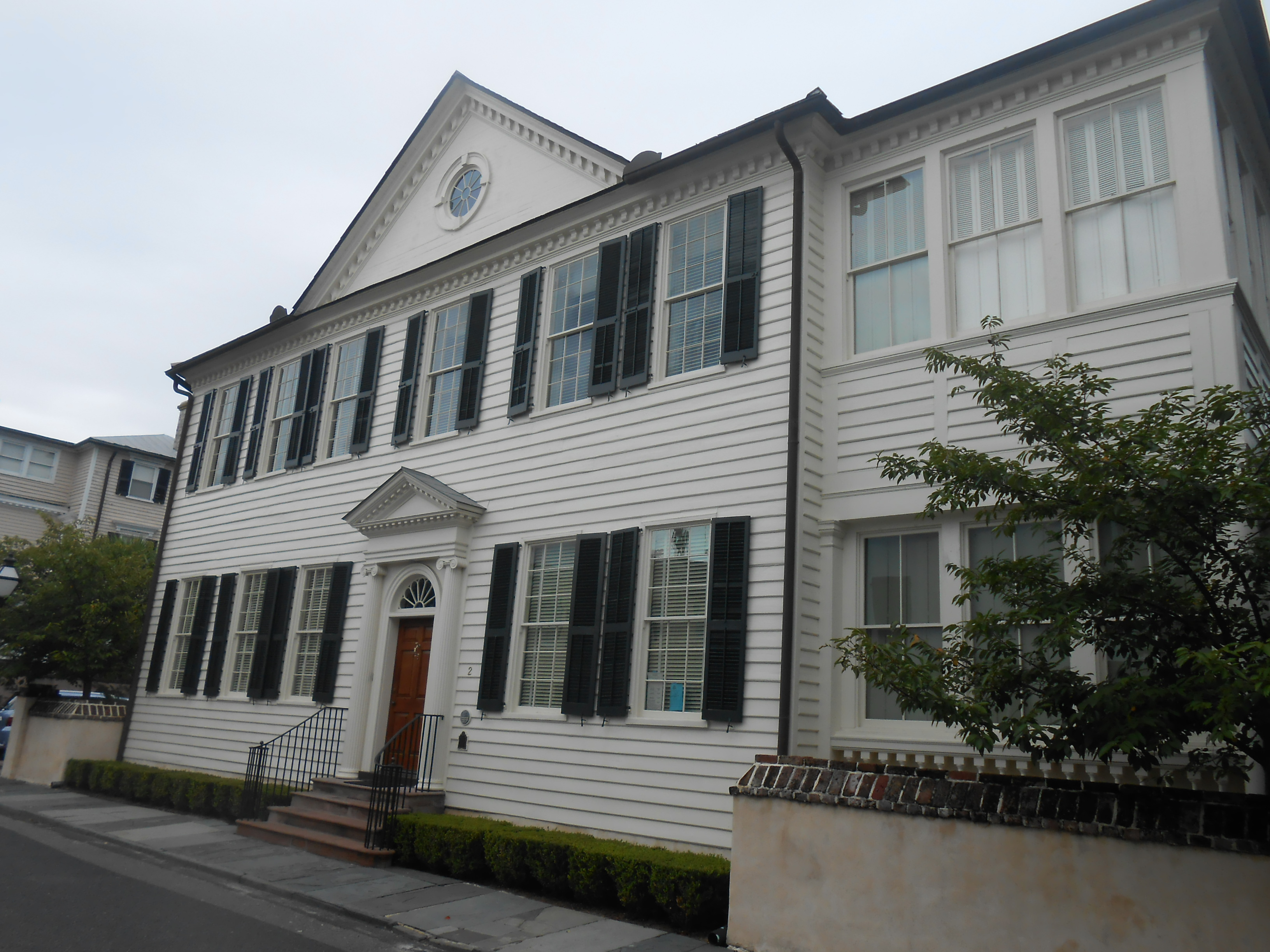
A casa de John Drayton na 2 Ladson St. no centro de Charleston, Carolina do Sul, foi construída depois de 1746 por John Drayton, o construtor da Drayton Hall, e mostra sua preferência pelo estilo palladiano georgiano.

Por muitas décadas, pensou-se que a casa tivesse sido iniciada em 1738 e concluída em 1752. Em 2014, um exame de núcleos de madeira mostrou que as madeiras do sótão foram cortadas de árvores derrubadas no inverno de 1747-48. Como a estrutura do sótão teria que estar no lugar bem antes da conclusão dos acabamentos internos, acredita-se agora que a casa tenha sido ocupada no início da década de 1750. A casa de plantação de sete vãos e estacas duplas fica em um local de 630
-acre(s) (2,5 km2) que faz parte da plantação baseada em índigo e arroz e o antigo local de 13 cabanas de escravos que se acredita terem abrigado aproximadamente 78 escravos. Sete gerações de herdeiros de Drayton preservaram a casa, embora as dependências laterais não tenham sobrevivido: um terremoto destruiu a lavanderia em 1886 e um furacão destruiu a cozinha em 1893. John Drayton comprou uma propriedade considerável nas proximidades de seu sobrinho William Drayton, Sr., depois que este último foi nomeado chefe de justiça da Província da Flórida Oriental no início da década de 1770 e estava deixando a Carolina do Sul. John Drayton consolidou as várias propriedades de Drayton, e seus descendentes as controlam desde então.[carece de fontes?]
A casa está localizada no Distrito Histórico do Rio Ashley e foi declarada um Marco Histórico Nacional em 1960. Drayton Hall é propriedade do Fundo Nacional para a Preservação Histórica (em inglês:  National Trust for Historic Preservation) e administrada pelo Fundo de Preservação de Drayton Hall, que abriu a casa ao público em 1976.[carece de fontes?]

## Galeria

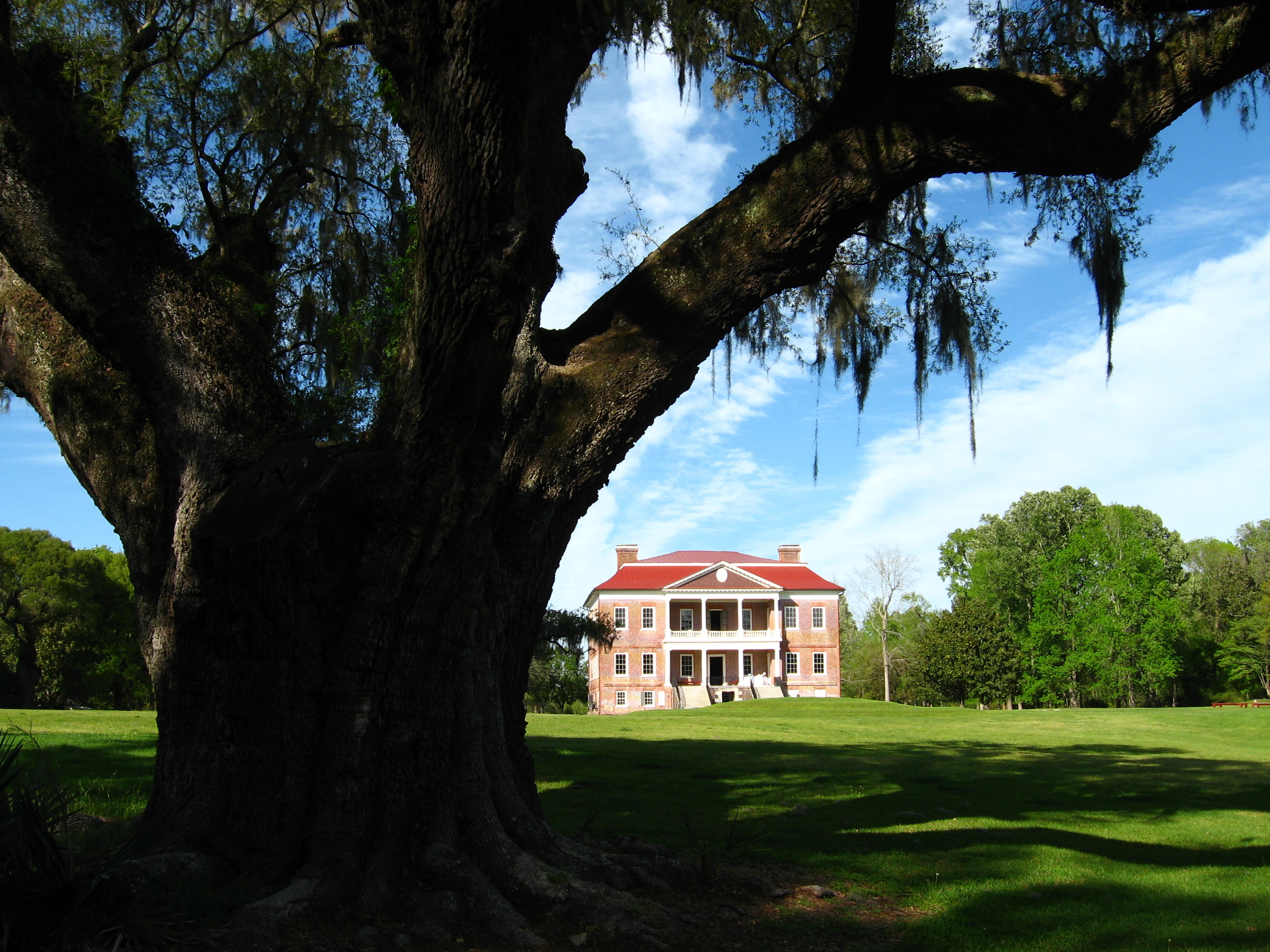
Casa de fazenda Drayton Hall vista de trás de um dos vários carvalhos vivos.
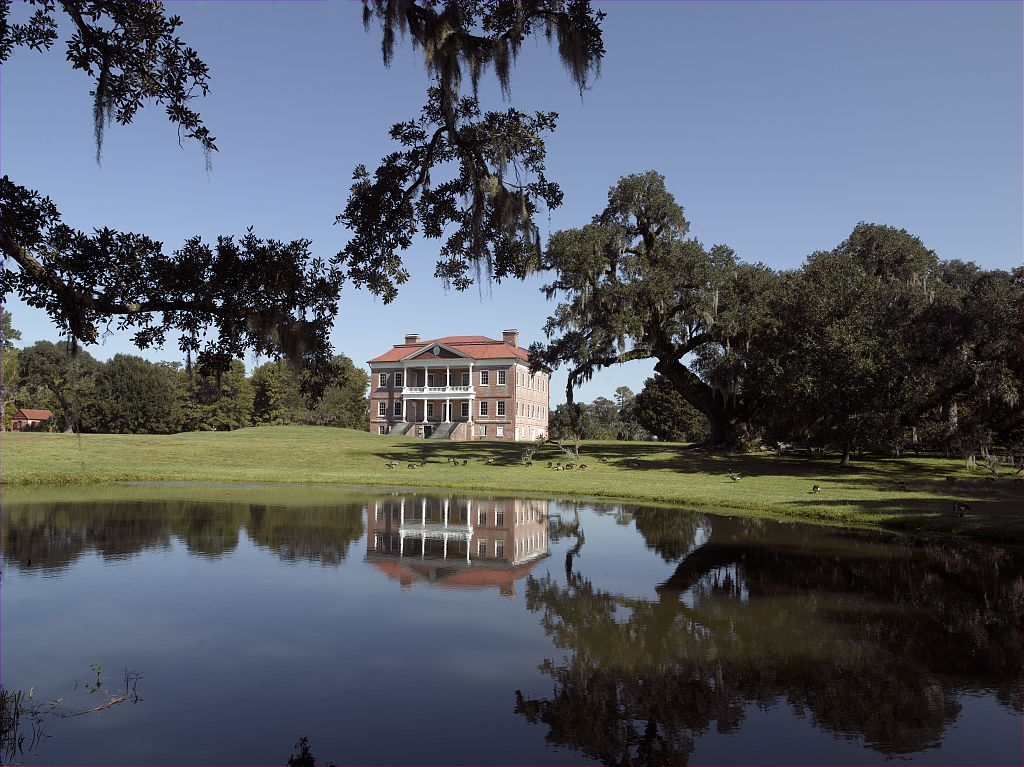
A casa de fazenda Drayton Hall por Carol M. Highsmith.
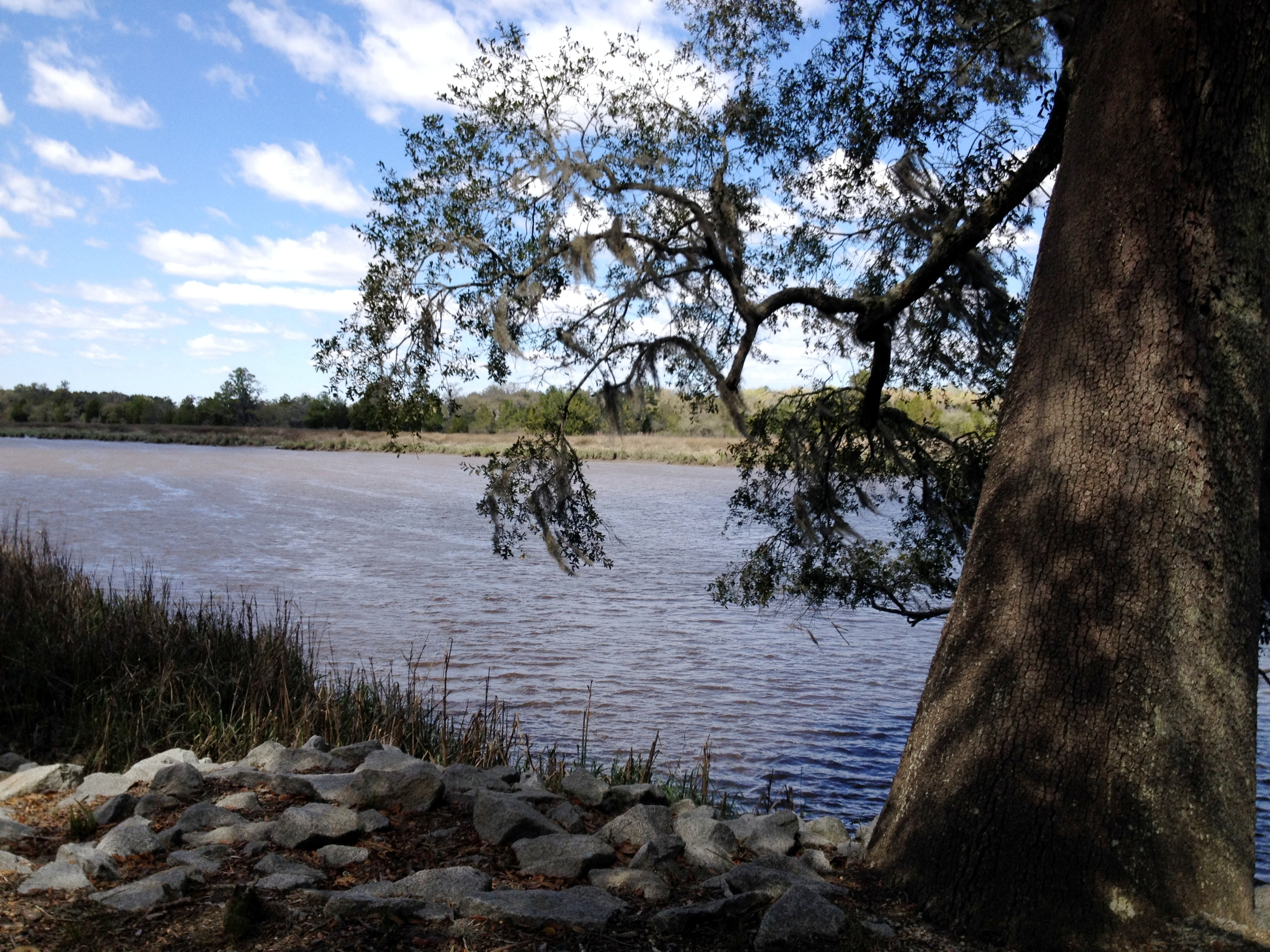
O rio Ashley, logo atrás da Drayton Hall
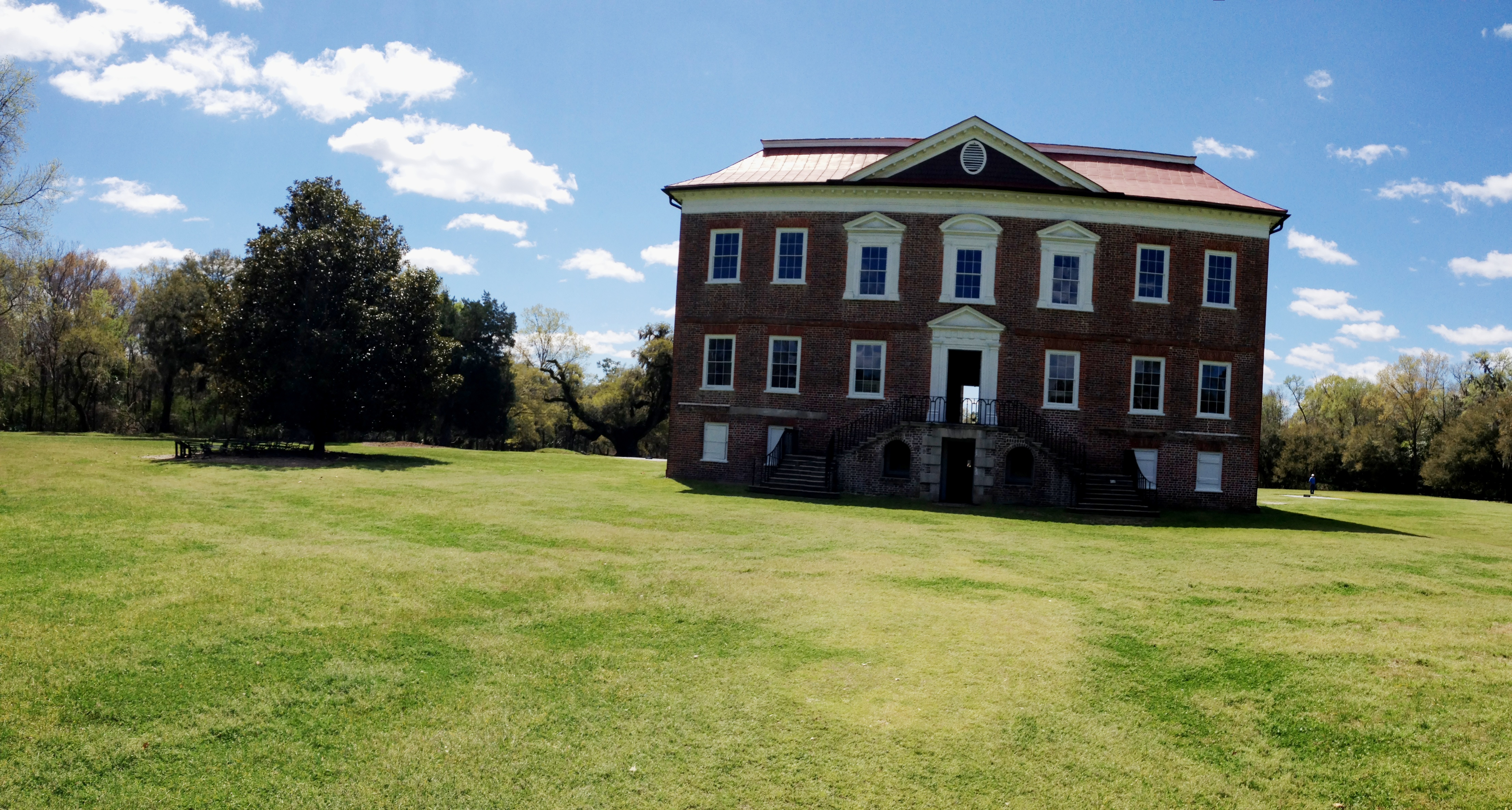
Vista traseira da Drayton Hall
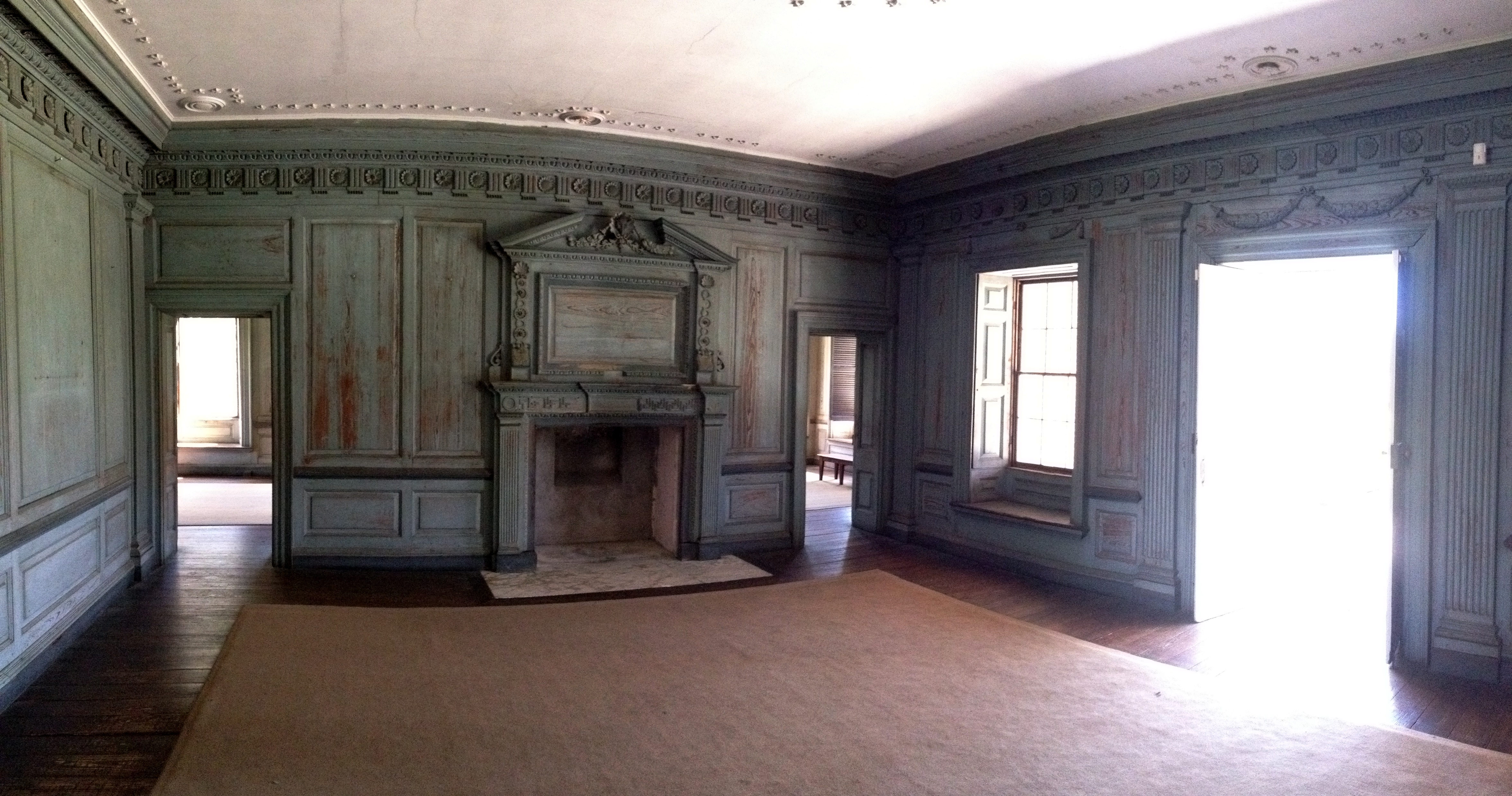
Espaço de convivência principal na Drayton Hall
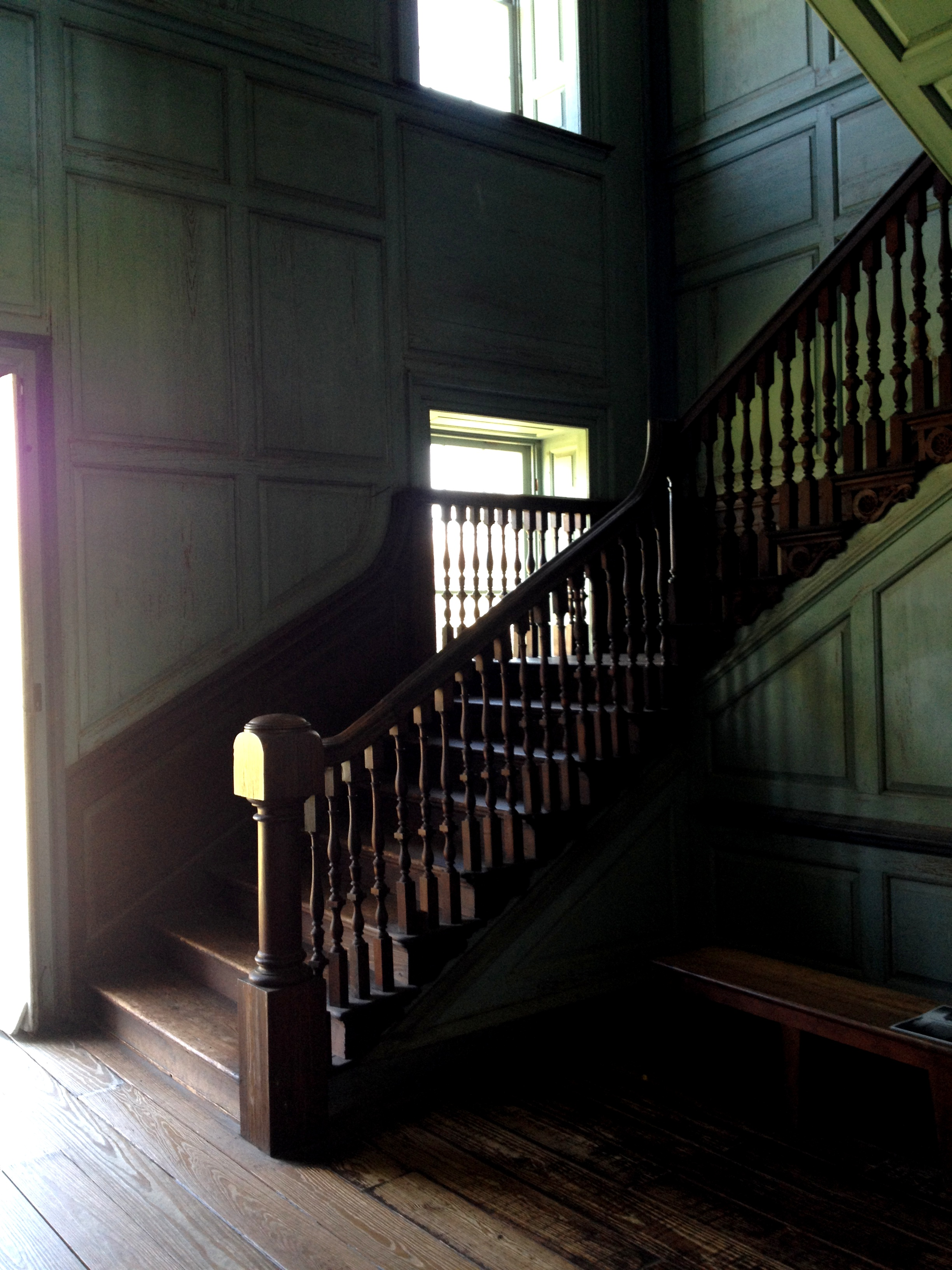
Escadaria da Drayton Hall